# Lobocleta maricaria
Lobocleta maricaria là một loài bướm đêm trong họ Geometridae.